# Neohelvibotys polingi
Neohelvibotys polingi là một loài bướm đêm trong họ Crambidae.